# Región del Norte Grande Argentino

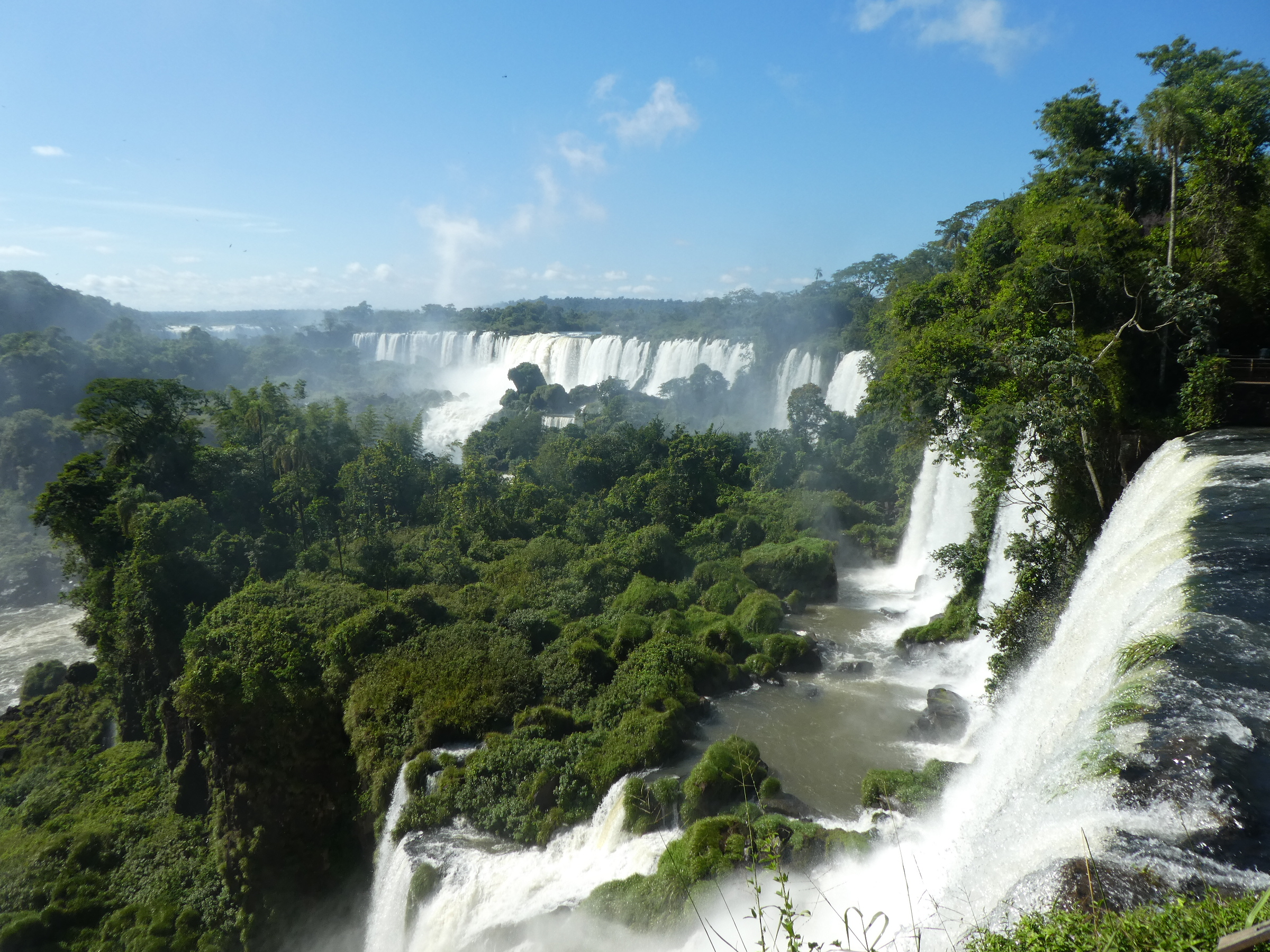
Las Cataratas del Iguazú, provincia de Misiones

La Región Norte Grande Argentino es una de las cuatro regiones para el desarrollo económico y social de la República Argentina, siendo su ciudad más importante, grande y productiva San Miguel de Tucumán. 
Está subdividida en 2: 

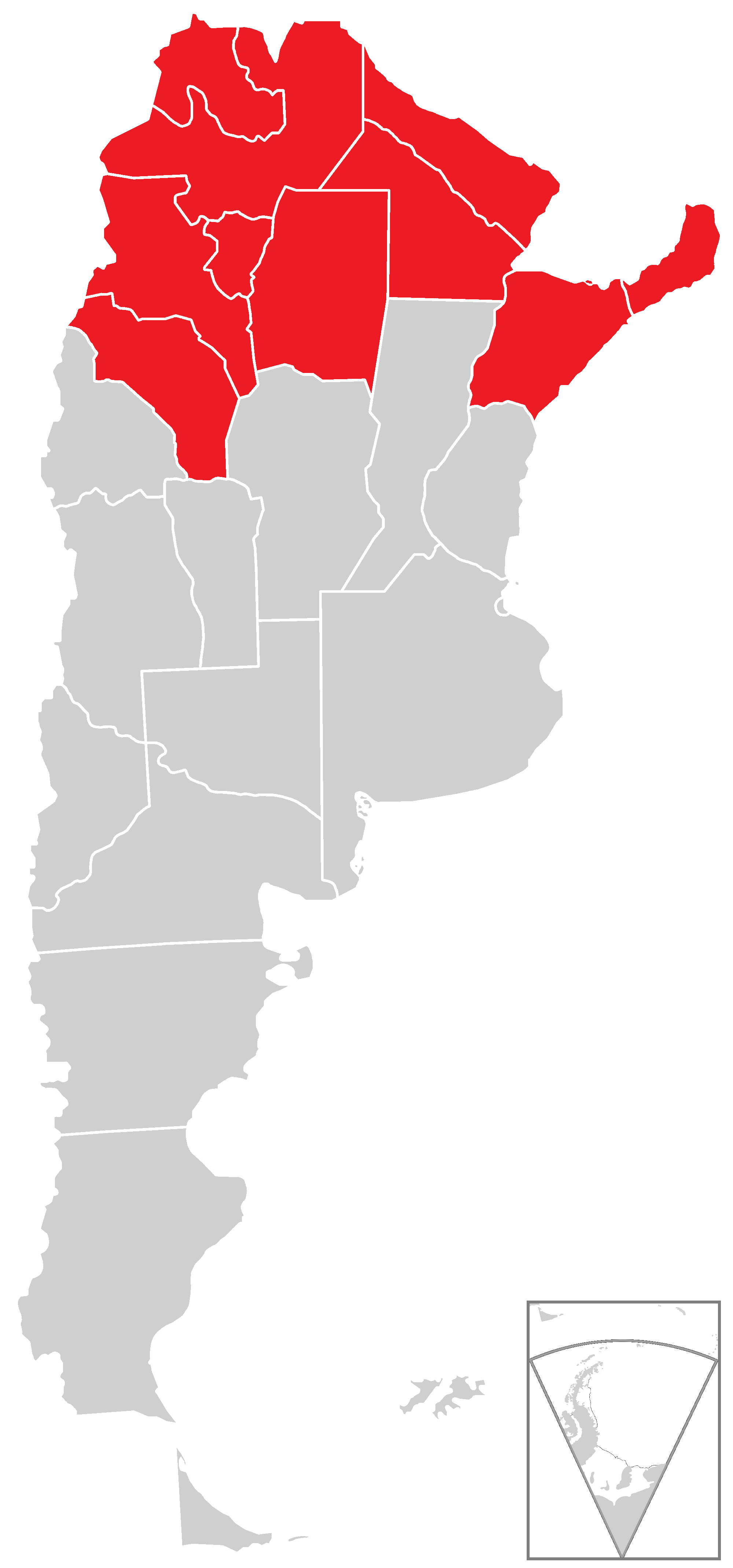
En Rojo la Región del Norte Grande Argentino (división política)

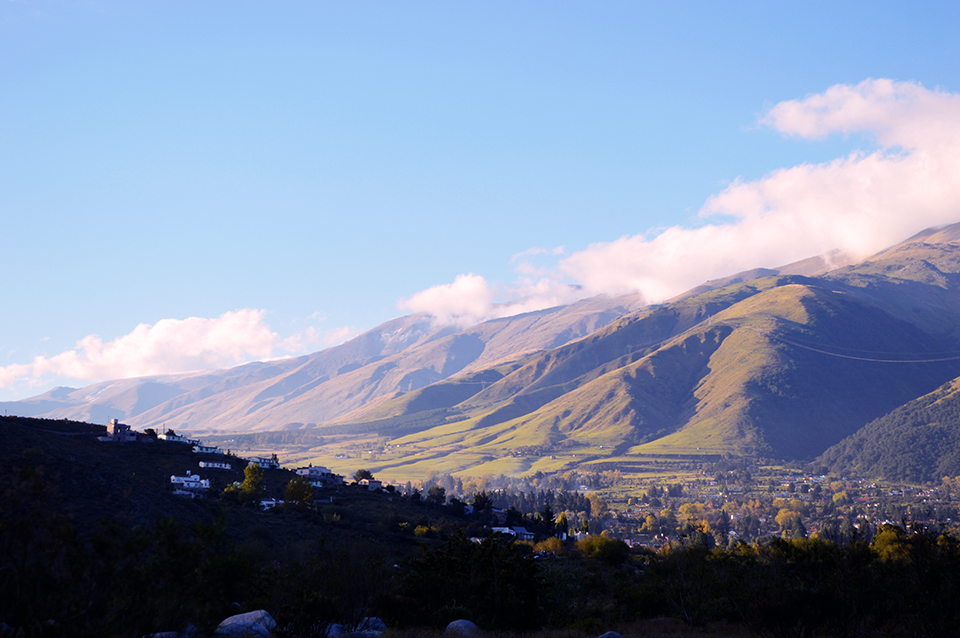
Villa turística Tafí del valle, provincia de Tucumán.

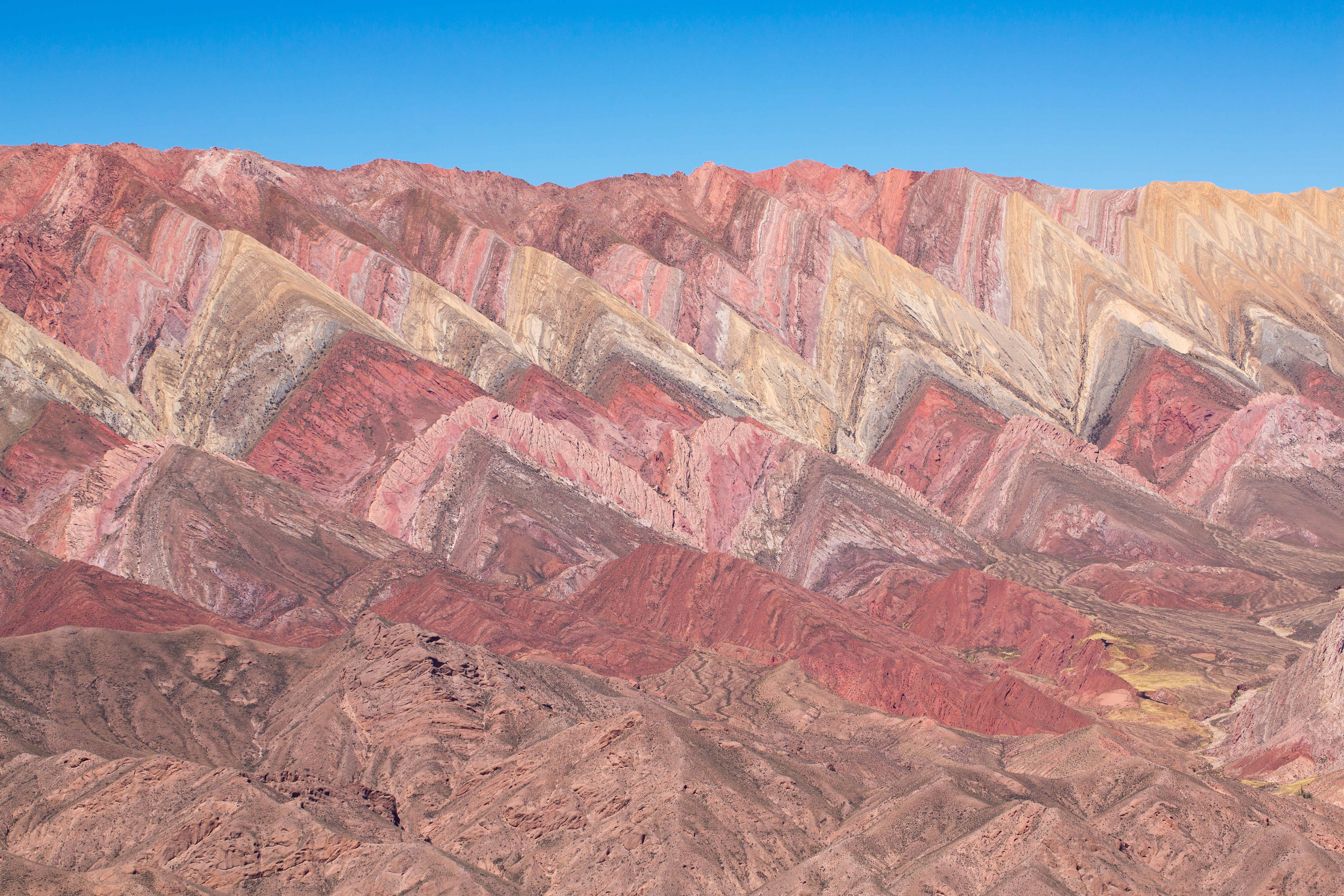
Serranía jujeña "Hornocal"

- Noroeste argentino (NOA), formada por las provincias de Tucumán, Salta, Santiago del Estero, Jujuy, Catamarca y La Rioja.
- Noreste argentino (NEA), formada por las provincias de Misiones, Chaco, Corrientes y Formosa.

Está ubicada, como su nombre indica, al norte del país, limitando al oeste con Chile, al norte con Bolivia y Paraguay, al noreste y este con Brasil, al sureste con Uruguay y al sur con Centro y Cuyo. 
Es la más poblada de las cuatro regiones, poseyendo una población de 9 617 000 hab., la segunda más extensa con 850 251 km² —por detrás de Patagonia y por delante de Nuevo Cuyo y Centro, la menos extensa— y con 9.02 hab/km² es la segunda más densamente poblada, por detrás de Centro y por delante de Nuevo Cuyo y Patagonia, la menos densamente poblada.
El «Consejo Regional» del Norte Grande es el máximo ente de gobierno regional, integrado por la «Asamblea de Gobernadores», la «Junta Ejecutiva» y el «Comité Coordinador». Este último, está constituido por un representante del NOA y otro del NEA, ambos son además miembros de la Junta Ejecutiva. La «Comisión Ejecutiva Interministerial de Integración Regional» coordina el proceso de integración a partir de las directivas de los órganos superiores antes mencionados.
Este tratado, a pesar de haber sido establecido en el marco de la Constitución Nacional reformada, en 2009 carecía de organicidad y no había sido puesto en funcionamiento. En la práctica, fue reemplazado por otras instituciones regionales como el «Parlamento del NOA», o el «Ente Norte Argentino», presidido por Bernardo Racedo Aragón.

## Tratado interprovincial de creación de la Región Norte Grande Argentino
Suscripto en la ciudad de Salta el 9 de abril de 1999 entre las provincias de Catamarca, Corrientes, Chaco, Formosa, Jujuy, Misiones, Tucumán, Salta y Santiago del Estero.
Cláusula 2: "El objeto primordial de este tratado es la creación de la Región Norte Grande y la concreción de la integración de las provincias del NOA y el NEA, a los efectos de lograr en la realidad un sistema efectivo de consenso y acción conjunta entre los estados partes". 
Cláusula 3: "El objetivo fundamental y necesario es institucionalizar el proceso de integración mencionado, con el establecimiento de los órganos con competencia y facultades que permitirán la coordinación de políticas y la materialización de los proyectos de interés común, que en los hechos acrecentarán el potencial económico-social regional". 
Cláusula 7: "Se organiza el Consejo Regional del Norte Grande que será el órgano encargado de impulsar y llevar a cabo las acciones políticas conducentes a alcanzar los objetivos establecidos en éste y de concretar los proyectos de la región creada, estará integrado por la Asamblea de Gobernadores, la Junta Ejecutiva y el Comité Coordinador". 
Cláusula 11: "Se instituye la asamblea de gobernadores, que será la autoridad superior del consejo y determinará los lineamientos de acción política, institucional y administrativa. Estará integrada por los señores gobernadores de las provincias de Catamarca, Chaco, Corrientes, Formosa, Jujuy, Misiones, Salta, Santiago del Estero y Tucumán, que celebran este tratado". 
Cláusula 12: "Se establece la junta ejecutiva, que será el órgano ejecutivo y con capacidad decisoria de todos los actos administrativos, elaborará, ejecutará y decidirá todas las medidas necesarias para concretar las acciones o actos del concejo regional, dentro de los lineamientos que disponga la asamblea de gobernadores. Estará integrada por el Sr. Ministro de cada provincia designado a tal efecto por el Poder Ejecutivo". 
Cláusula 12: "Se organiza el Comité Coordinador, que estará integrado por dos miembros de la Junta Ejecutiva, uno representante de la región NOA y otro representante de la región NEA, quienes coordinaran las reuniones de la junta ejecutiva y todos los trámites o actos necesarios para el mejor funcionamiento y ejercicio de las atribuciones de los órganos mencionados". 

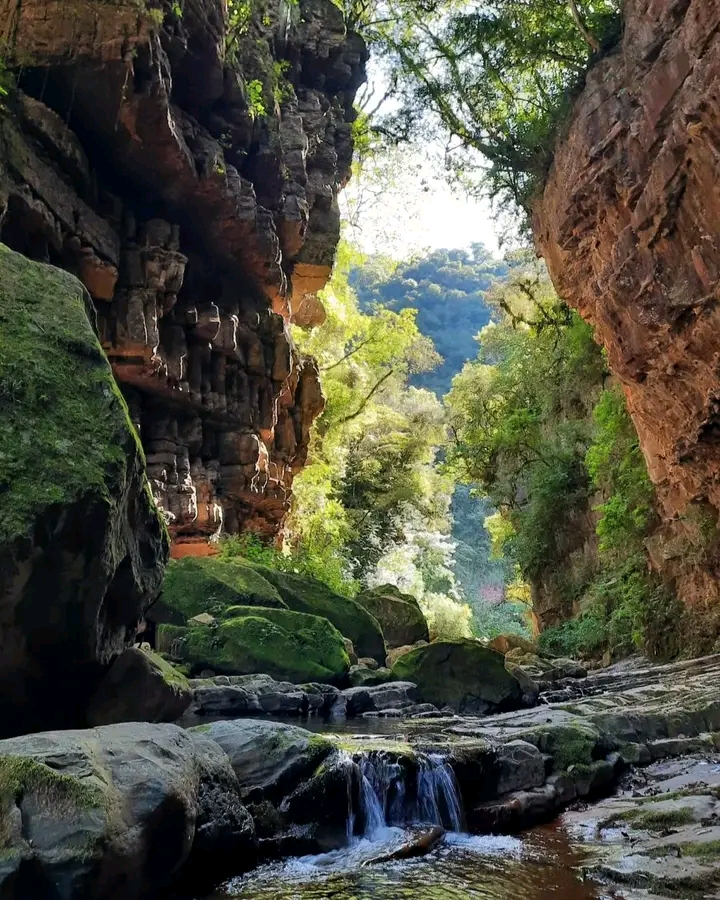
Yungas Jujeñas

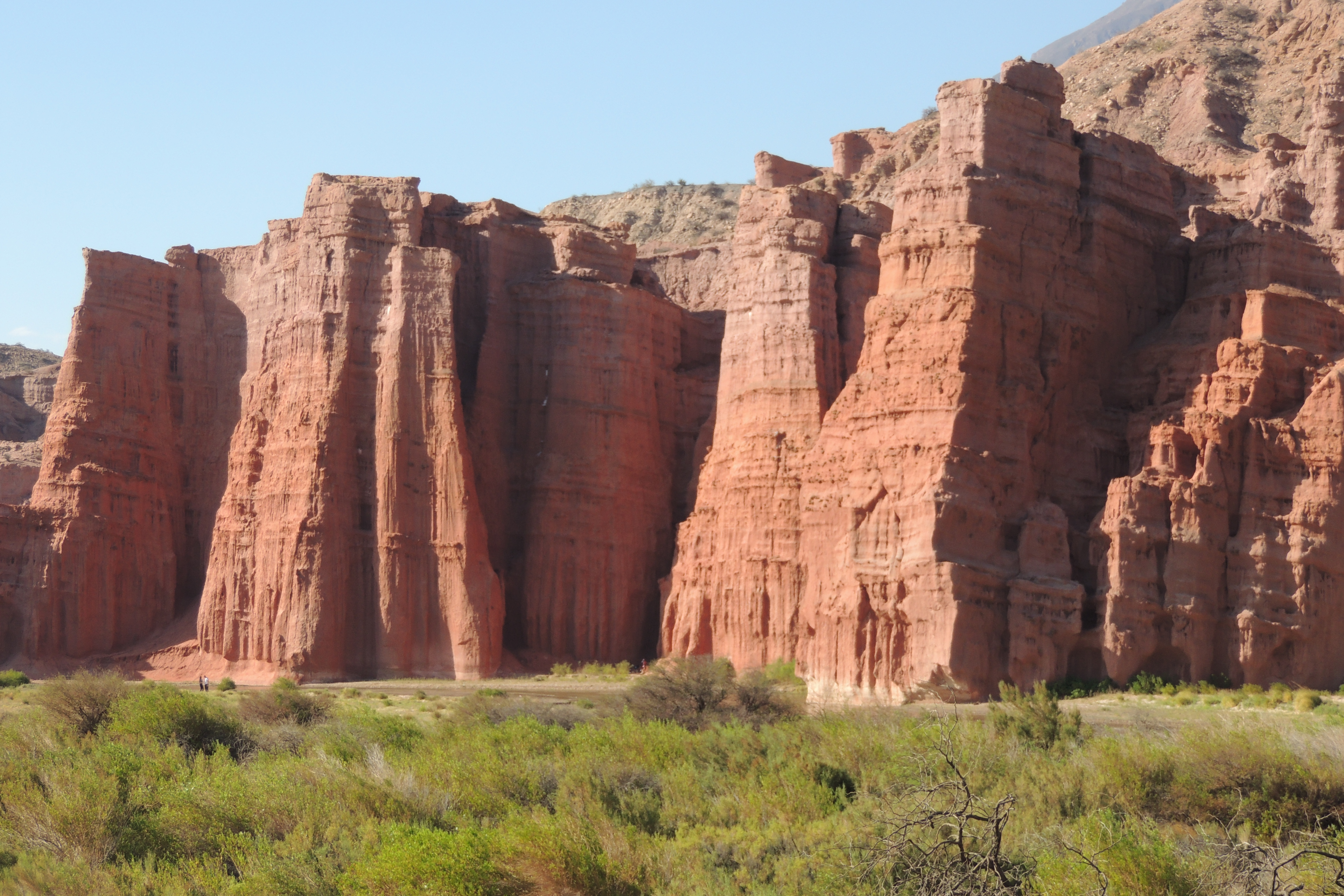
Cafayate, provincia de Salta.

Para diciembre de 2006, faltaban ratificar el Tratado las legislaturas de las provincias de Tucumán, Catamarca y Formosa dice información de la población.

## Provincias
| Provincia           | CPA | Sup. (km²) | Pob. (2022) | Densidad de pob. | Capital                             | Pob. (2022) | Bandera           |
| ------------------- | --- | ---------- | ----------- | ---------------- | ----------------------------------- | ----------- | ----------------- |
| Tucumán             | T   | 22 524     | 1 713 820   | 72,04            | San Miguel de Tucumán               | 598.835     |                   |
| Salta               | A   | 155 488    | 1 414 351   | 8,57             | Salta                               | 627,127     |                   |
| Misiones            | N   | 29 801     | 1 278 873   | 39,91            | Posadas                             | 381.332     |                   |
| Corrientes          | W   | 88 199     | 1 212 696   | 11,25            | Corrientes                          | 428.346     |                   |
| Chaco               | H   | 99 633     | 1 129 606   | 10,59            | Resistencia                         | 407.618     | Bandera del Chaco |
| Santiago del Estero | G   | 136 351    | 1 060 906   | 6,80             | Santiago del Estero                 | 410.000     |                   |
| Jujuy               | Y   | 53 219     | 811 611     | 13,67            | San Salvador de Jujuy               | 320.990     |                   |
| Formosa             | P   | 72 066     | 607 419     | 8,03             | Formosa                             | 269.589     |                   |
| Catamarca           | K   | 102 602    | 429 562     | 3,86             | San Fernando del Valle de Catamarca | 186.747     |                   |
| La Rioja            | F   | 89 680     | 383 865     | 4,32             | La Rioja                            | 212.225     |                   |
| Total NGA           | -   | 849 563    | 10 060 709  | 9.02             | -                                   | 3.842,809   | -                 |

## Principales Áreas Metropolitanas
| Ciudad                              | Provincia            | Población |
| ----------------------------------- | -------------------- | --------- |
| San Miguel de Tucumán               | Tucumán              | 1.030.526 |
| Salta                               | Salta                | 708.631   |
| Corrientes                          | Corrientes           | 439.270   |
| Santiago del Estero                 | Santiago del Estero  | 410.000   |
| Resistencia                         | Provincia del Chaco  | 407.618   |
| Posadas                             | Misiones             | 391.498   |
| San Salvador de Jujuy               | Jujuy                | 371.000   |
| San Fernando del Valle de Catamarca | Catamarca            | 186.947   |
| Formosa                             | Formosa              | 269.589   |
| La Rioja                            | La Rioja             | 212.225   |
| San Ramón de la Nueva Orán          | Salta                | 105.325   |
| Oberá                               | Misiones             | 79.665    |
| Presidencia Roque Sáenz Peña        | Chaco                | 101.086   |
| Goya                                | Corrientes           | 98.368    |
| Concepción (Tucumán)                | Provincia de Tucumán | 57.791    |
| Tartagal                            | Salta                | 83.120    |

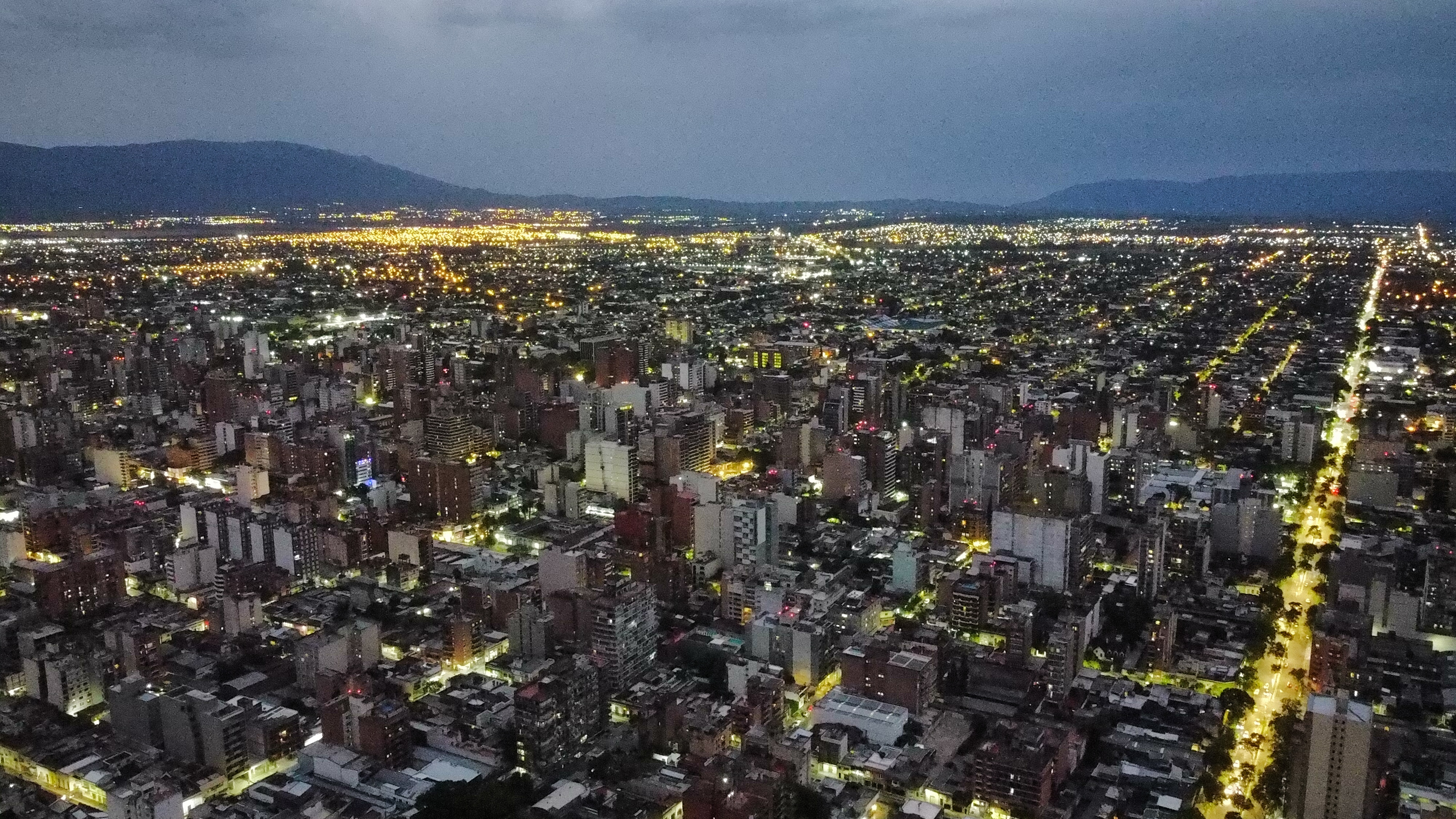
1° San miguel de Tucumán, Tucumán
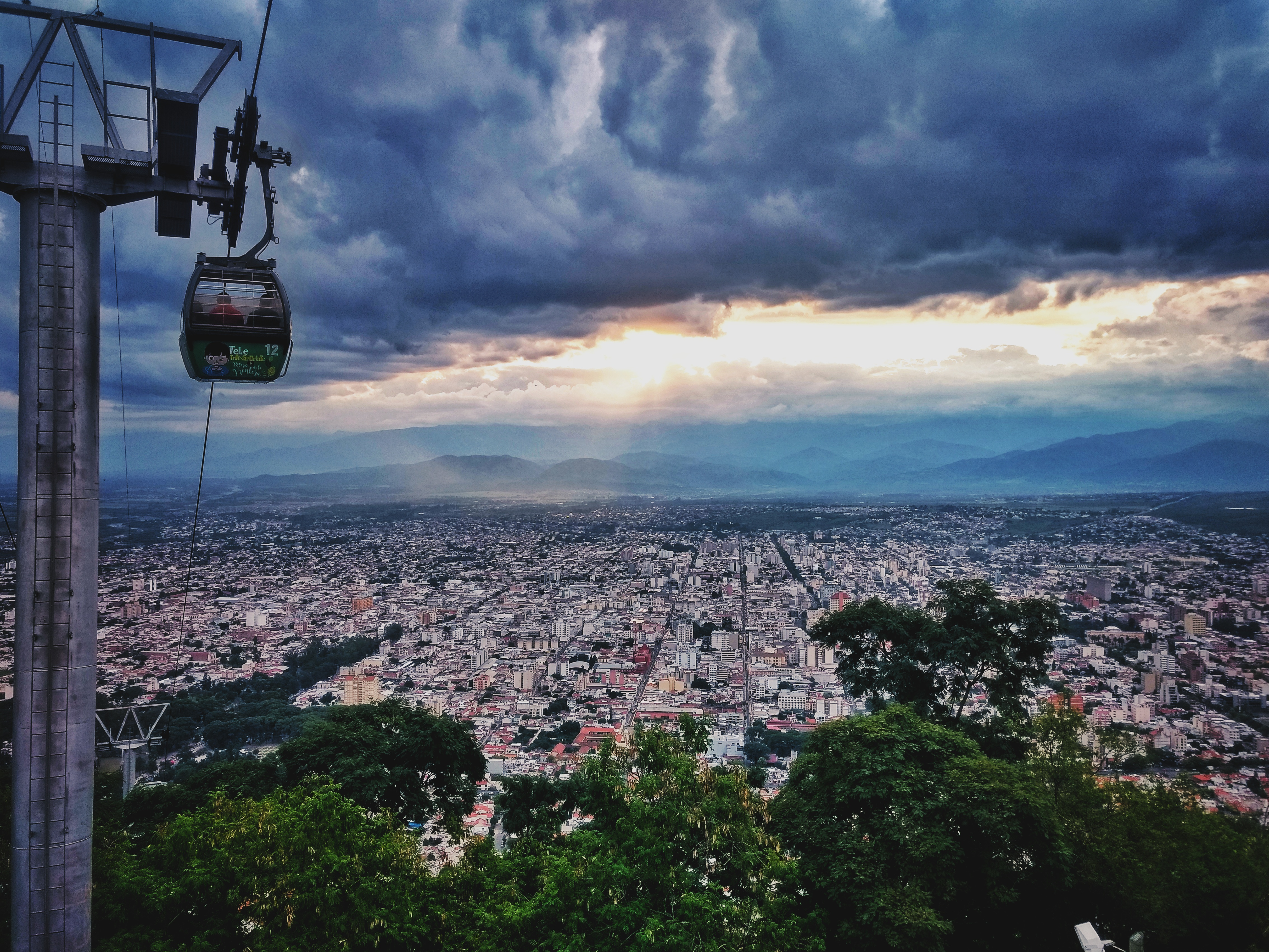
2° Ciudad de salta, Salta
3° Ciudad de Corrientes3° Ciudad de Corrientes

## Deporte
Como en el resto de Argentina, el deporte más popular en el norte argentino es el fútbol. Entre los equipos más importantes de la región se encuentran, entre otros:
- Club Atlético Tucumán
- Club Atlético San Martín
- Club Atlético Gimnasia y Esgrima
- Club de Gimnasia y Tiro
- Club Atlético Central Córdoba
- Club Deportivo Mandiyú
- Club Atlético Chaco For Ever
- Club Atlético Huracán Corrientes
- Centro Juventud Antoniana
- Club Atlético Central Norte

El básquetbol, es un deporte muy popular en la región. Existen muchos clubes importantes que disputaron torneos nacionales y lograron campeonatos. Los más destacados son:
- Asociación Atlética Quimsa
- Club de Regatas Corrientes
- Club Ciclista Olímpico
- La Unión de Formosa
- Club San Martín de Corrientes
- Club Atlético Riachuelo
- Andino Sport Club
- Salta Basket
- Club Atlético Estudiantes
- Oberá Tenis Club

El rugby, es muy destacado, sobretodo en provincias del noroeste. Los clubes más importantes son:
- Universitario Rugby Club
- Tucumán Rugby Club
- Los Tarcos Rugby Club
- Tucumán Lawn Tennis Club
- Club Natación y Gimnasia
- Huirapuca
- Cardenales Rugby Club
- Old Lions Rugby Club
- Universitario Rugby Club de Salta
- Club de Gimnasia y Tiro
- CURNE
- Jockey Club de Salta
- Santiago Lawn Tennis

El Voley en la región también tuvo equipos importantes, que llegaron a disputar la máxima categoría, entre ellos:
- La Unión de Formosa
- Club Social Monteros
- Monteros Vóley Club
- Club Ciclista Olímpico
- Fundación Jujuy Vóley
- Club Ateneo Mariano Moreno
- Club Tucumán de Gimnasia
- Club de Regatas Resistencia